# Spoorlijn Duisburg Hauptbahnhof - Duisburg-Hochfeld Süd
De spoorlijn Duisburg Hauptbahnhof - Duisburg-Hochfeld Süd was een Duitse spoorlijn en was als spoorlijn 2313 onder beheer van DB Netze.

## Geschiedenis
Het traject werd door de Bergisch-Märkische Eisenbahn-Gesellschaft geopend op 19 augustus 1859. In 1993 id het gedeelte tussen Hochfeld Nord en Hochfeld Süd gesloten. In 2003 is ook het gedeelte tussen Duisburg Hauptbahnhof en Hochfeld Nord gesloten. Thans geschiedt de bediening van Hochfeld Nord via de lijn Duisburg-Hochfeld Süd - Duisburg-Hochfeld Nord. 

## Aansluitingen
In de volgende plaatsen was er een aansluiting op de volgende spoorlijnen:
Duisburg Hauptbahnhof
DB 2328, spoorlijn tussen Duisburg-Hochfeld Süd en Duisburg Hauptbahnhof
DB 2650, spoorlijn tussen Keulen en Hamm
Duisburg-Hochfeld Nord
DB 2314, spoorlijn tussen Duisburg-Hochfeld Süd en Duisburg-Hochfeld Nord
Duisburg-Hochfeld Süd
DB 2314, spoorlijn tussen Duisburg-Hochfeld Süd en Duisburg-Hochfeld Nord
DB 2315, spoorlijn tussen Duisburg-Hochfeld Süd en Duisburg-Wanheim